# Microbacteriaceae
Famille
Les Microbacteriaceae sont une famille de protéobactéries de l'ordre des Micrococcales, dont le genre type est Microbacterium.
Ce sont des bactéries du sol à Gram positif dont certaines espèces sont phytopathogènes.

## Liste des genres
Selon Catalogue of Life (14 août 2014) :
- genre Agreia
- genre Agrococcus
- genre Agromyces
- genre Clavibacter
- genre Cryobacterium
- genre Curtobacterium
- genre Frigoribacterium
- genre Gulosibacter
- genre Leifsonia
- genre Leucobacter
- genre Microbacterium
- genre Microcella
- genre Mycetocola
- genre Okibacterium
- genre Plantibacter
- genre Pseudoclavibacter
- genre Rathayibacter
- genre Rhodoglobus
- genre Salinibacterium
- genre Subtercola
- genre Zimmermannella

Selon World Register of Marine Species (14 août 2014) :
- genre Agrococcus Groth, Schumann, Weiss, Martin & Rainey, 1996
- genre Agromyces (Gledhill & Casida, 1969) emend. Zgurskaya, Evtushenko, Akimov, Voyevoda, Dobrovolskaya, Lysak & Kalakoutskii
- genre Clavibacter Davis, Gillaspsie, Vidaver & Harris, 1984
- genre Cryobacterium Suzuki, Sasaki, Uramoto, Nakase & Komagata, 1997
- genre Curtobacterium
- genre Leifsonia Suzuki, Suzuki, Sasaki, Park & Komagata, 1999
- genre Leucobacter Takeuchi, Weiss, Schumann & Yokota, 1996
- genre Microbacterium
- genre Phycicola
- genre Pseudoclavibacter Manaia, Nogales, Weiss & Nunes, 2004
- genre Rathayibacter Zgurskaya, Evtushenko, Akimov & Kalakoutskii
- genre Salinibacterium
- genre Subtercola Mannisto, Schumann, Rainey, Kampfer, Tsitko, Tiirola & Salkinoja-Salonen, 2000

## Liste des genres, espèces, sous-espèces et non-classés
Selon NCBI (14 août 2014) :
- genre Agreia
  - Agreia bicolorata
  - Agreia pratensis
- genre Agrococcus
  - Agrococcus baldri
  - Agrococcus carbonis
  - Agrococcus casei
    - non-classé Agrococcus casei LMG 22410

  - Agrococcus citreus
  - Agrococcus jejuensis
  - Agrococcus jenensis
  - Agrococcus lahaulensis
    - non-classé Agrococcus lahaulensis DSM 17612

  - Agrococcus pavilionensis
    - non-classé Agrococcus pavilionensis RW1

  - Agrococcus terreus
  - Agrococcus versicolor
- genre Agromyces
  - Agromyces albus
  - Agromyces allii
  - Agromyces atrinae
  - Agromyces aurantiacus
  - Agromyces bauzanensis
  - Agromyces bracchium
  - Agromyces cerinus
    - sous-espèce Agromyces cerinus subsp. cerinus
    - sous-espèce Agromyces cerinus subsp. nitratus

  - Agromyces flavus
  - Agromyces fucosus
  - Agromyces hippuratus
  - Agromyces humatus
  - Agromyces indicus
  - Agromyces italicus
    - non-classé Agromyces italicus DSM 16388

  - Agromyces lapidis
  - Agromyces luteolus
  - Agromyces mediolanus
    - non-classé Agromyces mediolanus JCM 9631

  - Agromyces neolithicus
  - Agromyces ramosus
  - Agromyces rhizospherae
  - Agromyces salentinus
  - Agromyces soli
  - Agromyces subbeticus
    - non-classé Agromyces subbeticus DSM 16689

  - Agromyces succinolyticus
  - Agromyces terreus
  - Agromyces tropicus
  - Agromyces ulmi
    - non-classé Agromyces ulmi JCM 13315
- genre Alpinimonas
  - Alpinimonas psychrophila
- genre Amnibacterium
  - Amnibacterium kyonggiense
- genre Candidatus Aquiluna
  - Candidatus Aquiluna rubra
  - Candidatus Aquiluna sp. IMCC13023
- genre Candidatus Flaviluna
  - Candidatus Flaviluna lacus
- genre Candidatus Limnoluna
  - Candidatus Limnoluna rubra
- genre Candidatus Planktoluna
  - Candidatus Planktoluna difficilis
- genre Candidatus Rhodoluna
  - Candidatus Rhodoluna lacicola
  - Candidatus Rhodoluna limnophila
  - Candidatus Rhodoluna planktonica
- genre Chryseoglobus
  - Chryseoglobus frigidaquae
- genre Clavibacter
  - Clavibacter michiganensis
    - sous-espèce Clavibacter michiganensis subsp. insidiosus
    - sous-espèce Clavibacter michiganensis subsp. michiganensis
      - sous-espèce Clavibacter michiganensis subsp. michiganensis NCPPB 382

    - sous-espèce Clavibacter michiganensis subsp. nebraskensis
      - sous-espèce Clavibacter michiganensis subsp. nebraskensis NCPPB 2581

    - sous-espèce Clavibacter michiganensis subsp. sepedonicus
    - sous-espèce Clavibacter michiganensis subsp. tessellarius
- genre Compostimonas
  - Compostimonas suwonensis
- genre Crocebacterium
  - Crocebacterium ilecola
- genre Cryobacterium
  - Cryobacterium arcticum
  - Cryobacterium flavum
  - Cryobacterium levicorallinum
  - Cryobacterium luteum
  - Cryobacterium mesophilum
  - Cryobacterium psychrophilum
  - Cryobacterium psychrotolerans
  - Cryobacterium roopkundense
  - Cryobacterium sp.2ANGV
- genre Cryocola
  - Cryocola antiquus
- genre Curtobacterium
  - Curtobacterium albidum
  - Curtobacterium ammoniigenes
    - non-classé Curtobacterium ammoniigenes NBRC 101786

  - Curtobacterium b145
  - Curtobacterium b163
  - Curtobacterium b171
  - Curtobacterium C135-PCA-T3P21
  - Curtobacterium citreum
  - Curtobacterium fangii
  - Curtobacterium flaccumfaciens
    - non-classé Curtobacterium flaccumfaciens pv. basellae
    - non-classé Curtobacterium flaccumfaciens pv. betae
    - non-classé Curtobacterium flaccumfaciens pv. beticola
    - non-classé Curtobacterium flaccumfaciens pv. flaccumfaciens
    - non-classé Curtobacterium flaccumfaciens pv. oortii
    - non-classé Curtobacterium flaccumfaciens pv. poinsettiae
    - non-classé Curtobacterium flaccumfaciens UCD-AKU

  - Curtobacterium herbarum
  - Curtobacterium luteum
  - Curtobacterium MG-2011-127-EX
  - Curtobacterium MG-2011-128-FN
  - Curtobacterium MG-2011-13-CA
  - Curtobacterium MG-2011-144-FD
  - Curtobacterium MG-2011-145-ES
  - Curtobacterium MG-2011-24-BE
  - Curtobacterium MG-2011-27-AM
  - Curtobacterium MG-2011-28-BR
  - Curtobacterium MG-2011-31-BS
  - Curtobacterium MG-2011-34-BB
  - Curtobacterium MG-2011-35-CO
  - Curtobacterium MG-2011-5-AR
  - Curtobacterium MG-2011-52-BK
  - Curtobacterium MG-2011-58-EM
  - Curtobacterium MG-2011-63-DB
  - Curtobacterium MG-2011-8-BQ
  - Curtobacterium MG-2011-82-GU
  - Curtobacterium MG-2011-84-GV
  - Curtobacterium MG-2011-88-HC
  - Curtobacterium oceanosedimentum
  - Curtobacterium plantarum
  - Curtobacterium pusillum
- genre Diaminobutyricimonas
  - Diaminobutyricimonas aerilata
- genre Frigoribacterium
  - Frigoribacterium faeni
  - non-classé Frigoribacterium genomovar 2
  - non-classé Frigoribacterium genomovar 3
  - Frigoribacterium mesophilum
- genre Frondihabitans
  - Frondihabitans australicus
  - Frondihabitans cladoniiphilus
  - Frondihabitans peucedani
  - Frondihabitans sucicola
- genre Galbitalea
  - Galbitalea soli
- genre Glaciibacter
  - Glaciibacter superstes
    - non-classé Glaciibacter superstes DSM 21135
- genre Gryllotalpicola
  - Gryllotalpicola daejeonensis
  - Gryllotalpicola ginsengisoli
    - non-classé Gryllotalpicola ginsengisoli DSM 22003

  - Gryllotalpicola koreensis
  - Gryllotalpicola kribbensis
- genre Gulosibacter
  - Gulosibacter chungangensis
  - Gulosibacter molinativorax
    - non-classé Gulosibacter molinativorax DSM 13485
- genre Herbiconiux
  - Herbiconiux flava
  - Herbiconiux ginsengi
  - Herbiconiux moechotypicola
  - Herbiconiux solani
    - non-classé Herbiconiux solani NBRC 106740
- genre Homoserinimonas
  - Homoserinimonas aerilata
- genre Humibacter
  - Humibacter albus
    - non-classé Humibacter albus DSM 18994

  - Humibacter antri
- genre Klugiella
  - Klugiella xanthotipulae
- genre Labedella
  - Labedella gwakjiensis
- genre Leifsonia
  - Leifsonia antarctica
  - Leifsonia aquatica
    - non-classé Leifsonia aquatica ATCC 14665
    - non-classé Leifsonia aquatica H1aii

  - Leifsonia bigeumensis
  - Leifsonia kafniensis
  - Leifsonia kribbensis
  - Leifsonia lichenia
  - Leifsonia naganoensis
  - Leifsonia pindariensis
  - Leifsonia poae
  - Leifsonia psychrotolerans
  - Leifsonia rubra
    - non-classé Leifsonia rubra CMS 76R

  - Leifsonia shinshuensis
  - Leifsonia soli
  - Leifsonia xyli
    - sous-espèce Leifsonia xyli subsp. cynodontis
      - sous-espèce Leifsonia xyli subsp. cynodontis DSM 46306

    - sous-espèce Leifsonia xyli subsp. xyli
      - sous-espèce Leifsonia xyli subsp. xyli str. CTCB07
- genre Leucobacter
  - Leucobacter aerolatus
  - Leucobacter albus
  - Leucobacter alluvii
  - Leucobacter aridicollis
  - Leucobacter celer
  - Leucobacter chironomi
    - non-classé Leucobacter chironomi DSM 19883

  - Leucobacter chromiireducens
    - sous-espèce Leucobacter chromiireducens subsp. chromiireducens
    - sous-espèce Leucobacter chromiireducens subsp. solipictus

  - Leucobacter chromiiresistens
    - non-classé Leucobacter chromiiresistens JG 31

  - Leucobacter denitrificans
  - Leucobacter exalbidus
  - Leucobacter iarius
  - Leucobacter komagatae
    - non-classé Leucobacter komagatae 1L36

  - Leucobacter luti
  - Leucobacter salsicius
    - non-classé Leucobacter salsicius M1-8

  - Leucobacter tardus
- genre Lysinimonas
  - Lysinimonas soli
- genre Marisediminicola
  - Marisediminicola antarctica
- genre Microbacterium
  - Microbacterium aerolatum
  - Microbacterium agarici
  - Microbacterium ammoniaphilum
  - Microbacterium amylolyticum
  - Microbacterium aoyamense
  - Microbacterium aquimaris
  - Microbacterium arabinogalactanolyticum
  - Microbacterium arborescens
  - Microbacterium arthrosphaerae
  - Microbacterium aurantiacum
  - Microbacterium aurum
  - Microbacterium awajiense
  - Microbacterium azadirachtae
  - Microbacterium barkeri
    - non-classé Microbacterium barkeri 2011-R4

  - Microbacterium binotii
  - Microbacterium chocolatum
  - Microbacterium deminutum
  - Microbacterium dextranolyticum
  - Microbacterium esteraromaticum
  - Microbacterium flavescens
  - Microbacterium flavum
  - Microbacterium fluvii
  - Microbacterium foliorum
    - non-classé Microbacterium foliorum C45

  - Microbacterium ginsengisoli
  - Microbacterium ginsengiterrae
  - Microbacterium gubbeenense
    - non-classé Microbacterium gubbeenense DSM 15944
    - non-classé Microbacterium gubbeenense Mu132

  - Microbacterium halophilum
  - Microbacterium halotolerans
  - Microbacterium hatanonis
  - Microbacterium hominis
    - non-classé Microbacterium hominis NBRC 15708

  - Microbacterium humi
  - Microbacterium hydrocarbonoxydans
    - non-classé Microbacterium hydrocarbonoxydans NBRC 103074

  - Microbacterium immunditiarum
  - Microbacterium imperiale
  - Microbacterium indicum
    - non-classé Microbacterium indicum DSM 19969

  - Microbacterium insulae
  - Microbacterium invictum
  - Microbacterium keratanolyticum
  - Microbacterium ketosireducens
  - Microbacterium kitamiense
  - Microbacterium koreense
  - Microbacterium kribbense
  - Microbacterium lacticum
    - non-classé Microbacterium lacticum SK124

  - Microbacterium lacus
  - Microbacterium laevaniformans
    - non-classé Microbacterium laevaniformans OR221

  - Microbacterium lemovicicum
  - Microbacterium lindanitolerans
  - Microbacterium liquefaciens
  - Microbacterium luteolum
  - Microbacterium luticocti
    - non-classé Microbacterium luticocti DSM 19459

  - Microbacterium marinilacus
  - Microbacterium marinum
  - Microbacterium maritypicum
    - non-classé Microbacterium maritypicum MF109

  - Microbacterium mitrae
  - Microbacterium murale
  - Microbacterium natoriense
  - Microbacterium neimengense
  - Microbacterium nematophilum
  - Microbacterium oleivorans
    - non-classé Microbacterium oleivorans NBRC 103075

  - Microbacterium oryzae
  - Microbacterium oxydans
    - non-classé Microbacterium oxydans PCA1

  - Microbacterium paludicola
  - Microbacterium paraoxydans
    - non-classé Microbacterium paraoxydans 77MFTsu3.2
    - non-classé Microbacterium paraoxydans DH1b
    - non-classé Microbacterium paraoxydans NBRC 103076

  - Microbacterium phyllosphaerae
  - Microbacterium profundi
  - Microbacterium pseudoresistens
  - Microbacterium pumilum
  - Microbacterium pygmaeum
  - Microbacterium pyrexiae
  - Microbacterium radiodurans
  - Microbacterium resistens
    - non-classé Microbacterium resistens NBRC 103078

  - Microbacterium saccharophilum
  - Microbacterium saperdae
  - Microbacterium schleiferi
  - Microbacterium sediminicola
  - Microbacterium sediminis
  - Microbacterium shrimpcida
  - Microbacterium soli
  - Microbacterium suwonense
  - Microbacterium takaoensis
  - Microbacterium terrae
  - Microbacterium terregens
  - Microbacterium terricola
  - Microbacterium testaceum
    - non-classé Microbacterium testaceum StLB037

  - Microbacterium thalassium
  - Microbacterium trichothecenolyticum
  - Microbacterium ulmi
  - Microbacterium xinjiangensis
  - Microbacterium xylanilyticum
    - non-classé Microbacterium xylanilyticum JCM 13591

  - Microbacterium yannicii
    - non-classé Microbacterium yannicii PS01

  - Microbacterium sp.. NAR4(5)
  - Microbacterium sp.BB30
  - Microbacterium sp.H-301
- genre Microcella
  - Microcella alkaliphila
  - Microcella putealis
- genre Microterricola
  - Microterricola viridarii
- genre Mycetocola
  - Mycetocola lacteus
  - Mycetocola manganoxydans
  - Mycetocola miduiensis
  - Mycetocola reblochoni
    - non-classé Mycetocola reblochoni REB411

  - Mycetocola saprophilus
  - Mycetocola tolaasinivorans
  - Mycetocola zhadangensis
- genre Naasia
  - Naasia aerilata
- genre Okibacterium
  - Okibacterium fritillariae
- genre Phycicola
  - Phycicola gilvus
- genre Plantibacter
  - Plantibacter agrosticola
  - Plantibacter auratus
  - Plantibacter cousiniae
  - Plantibacter elymi
  - Plantibacter flavus
- genre Pontimonas
  - Pontimonas salivibrio
- genre Pseudoclavibacter
  - Pseudoclavibacter alba
    - non-classé Zimmermannella alba NBRC 15616

  - Pseudoclavibacter bifida
    - non-classé Zimmermannella bifida NBRC 103089

  - Pseudoclavibacter caeni
  - Pseudoclavibacter chungangensis
  - Pseudoclavibacter faecalis
    - non-classé Zimmermannella faecalis ATCC 13722

  - Pseudoclavibacter helvolus
  - Pseudoclavibacter soli
    - non-classé Pseudoclavibacter soli DSM 23366
- genre Rathayibacter
  - Rathayibacter caricis
    - non-classé Rathayibacter caricis DSM 15933

  - Rathayibacter festucae
    - non-classé Rathayibacter festucae DSM 15932

  - Rathayibacter iranicus
    - non-classé Rathayibacter iranicus NCPPB 2253

  - Rathayibacter rathayi
    - non-classé Rathayibacter rathayi NCPPB 2980

  - Rathayibacter toxicus
    - non-classé Rathayibacter toxicus DSM 7488

  - Rathayibacter tritici
    - non-classé Rathayibacter tritici NCPPB 1857
- genre Rhodoglobus
  - Rhodoglobus aureus
  - Rhodoglobus vestalii
- genre Rudaibacter
  - Rudaibacter terrae
- genre Salinibacterium
  - Salinibacterium amurskyense
  - Salinibacterium xinjiangense
- genre Schumannella
  - Schumannella luteola
- genre Subtercola
  - Subtercola boreus
  - Subtercola frigoramans
- genre Yonghaparkia
  - Yonghaparkia alkaliphila